# Lenart
Lenart är en kommun belägen i nordöstra republiken Slovenien på de slovenska kullarna med vinodlingar. Orten Lenart är en centralort med ett mindre torg. Församlingen i Lenart tillhör det romersk-katolska ärkestiftet i Maribor. Ursprungligen kyrkan gotisk. Den finns beskriven i dokument från år 1196 och den byggdes om och blev större någon gång under 1600-talet.